# Ivan Kosatík
Ivan Kosatík (* 13. října 1957 Olomouc) je český politik, v letech 2004 až 2008 hejtman Olomouckého kraje, dlouholetý zastupitel města Olomouce a primátor města Olomouc, člen ODS.

## Vzdělání a profesní kariéra
Po maturitě na gymnáziu v Olomouci-Hejčíně vystudoval obor jemná mechanika – optika na Přírodovědecké fakultě Univerzity Palackého v Olomouci. V roce 1984 získal titul doktora přírodních věd v oboru fyzikální elektronika a optika. V letech 1982 až 1994 pracoval v podniku Meopta Přerov, v 90. letech 20. století již jako člen správní rady.

## Politická kariéra
Po roce 1989 se stal členem Občanského fóra. V roce 1991 se stal členem Občanské demokratické strany. Od roku 2008 je předsedou Regionálního sdružení ODS v Olomouckém kraji.
Od listopadu 1994 byl nepřetržitě členem zastupitelstva města Olomouce. V letech 1994 až 1998 byl primátorem Olomouce, od listopadu 2002 členem městské rady. Ve funkci zastupitele a radního města skončil po komunálních volbách v roce 2014, v nichž neuspěl.
V roce 2000 byl zvolen členem Zastupitelstva Olomouckého kraje a náměstkem hejtmana, v letech 2004 až 2008 byl hejtmanem. Do krajských volbách v říjnu 2008 se v čele kandidátky ODS neúspěšně pokoušel obhájit post hejtmana, neboť strana získala jen 20,34 % hlasů, zatímco konkurenční ČSSD 39,78 % hlasů.